# Hôtel des Ducs de Bretagne (Saint-Brieuc)
Pour les articles homonymes, voir Hôtel des Ducs de Bretagne.
L'hôtel des Ducs de Bretagne  est un hôtel particulier français situé 15 rue Fardel à Saint-Brieuc, dans les Côtes d'Armor, en région Bretagne. 

## Histoire
Il fait l'objet d'un classement au titre de monuments historiques par la liste de 1889.